# Peperomia flavescens
Peperomia flavescens är en pepparväxtart som beskrevs av C. Dc.. Peperomia flavescens ingår i släktet peperomior, och familjen pepparväxter.

## Underarter
Arten delas in i följande underarter:
- P. f. lechleri
- P. f. markhami